# Canthidium inoptatum
Canthidium inoptatum là một loài bọ cánh cứng trong họ Bọ hung (Scarabaeidae).